# أفضل هداف دولي في العالم 1992
قائمة هدّاف العالم لعام 1992 بحسب ما أعلن الاتحاد الدولي لتاريخ وإحصائيات كرة القدم، وجاءت القائمة لابراز الهدافين خلال العام، كما هو موضح في الجدول التالي .
| التصنيف | لاعب              | البلد      | الإجمالي | اهدافه في المنتخب | اهدافه في الاندية | النادي         |
| ------- | ----------------- | ---------- | -------- | ----------------- | ----------------- | -------------- |
| 1       | دينيس بيركامب     | هولندا     | 12       | 7                 | 5                 | أياكس أمستردام |
| 2       | راي               | البرازيل   | 12       | 6                 | 6                 | ساو باولو      |
| 3       | سيزار أوباندو     | هندوراس    | 11       | 11                | 0                 | موتاجوا        |
| 4       | عبد الله تراوري   | ساحل العاج | 10       | 5                 | 5                 | أسيك ميموساس   |
| 5       | إيان راش          | ويلز       | 10       | 4                 | 6                 | ليفربول        |
| 6       | فيرناندو هييرو    | إسبانيا    | 10       | 3                 | 7                 | ريال مدريد     |
| 7       | لويس روبرتو ألفيس | المكسيك    | 10       | 3                 | 7                 | أمريكا         |

## مواضيع ذات صلة
- أفضل هدّاف العالم
- كرة قدم
- رياضة